# Grismay Paumier
Grismay Paumier Charon (nacido el 17 de julio de 1988 en Guantánamo) es un jugador de baloncesto cubano que pertenece a la plantilla del Champagne Basket de la Ligue Nationale de Basket-ball. Con 2,06 metros de estatura, juega en la posición de ala-pívot.

## Trayectoria deportiva
Es un jugador con experiencia en su país natal con Metropolitanos y Capitalinos. Paumier pertenece al grupo de jugadores que abandonaron la selección cubana tras un torneo en España y solicitaron asilo político en 2009 junto a Georvis Elías, Taylor García y Geofrey Silvestre.
Durante la temporada 2009-10 jugaría en el CB Grubati Lanzarote de Liga EBA. La temporada siguiente formaría parte del Establecimientos Otero, con el que disputó 22 partidos en los que anotó una media de 14,7 puntos (66,5% en tiros) y 8,2 rebotes por partido.
En 2011, se marchó a Francia para jugar dos temporadas en las filas del Berck Basket Club.
En 2013 firmaría con el Saint-Chamond Basket de la Pro B francesa con el que jugaría seis de las siguientes siete temporadas en el baloncesto galo. Durante la temporada 2016-17 jugó en las filas del SOMB Boulogne-sur-Mer, para retornar al Saint-Chamond Basket, al término de la campaña y jugar tres temporadas más con Saint-Chamond Basket.
Durante la temporada 2019-20, promedia 12.3 puntos, 7.0 rebotes, 2.0 asistencias y 1.0 tapones en los 23 partidos disputados, por lo que llama a la atención del Limoges CSP para firmarlo en verano de 2020.
El 17 de abril de 2020, firma por el Limoges CSP de la Ligue Nationale de Basket-ball por dos temporadas.
El 31 de mayo de 2022 firmó por dos temporadas con el Champagne Basket, también de la Pro A francesa.